# Jane Doe

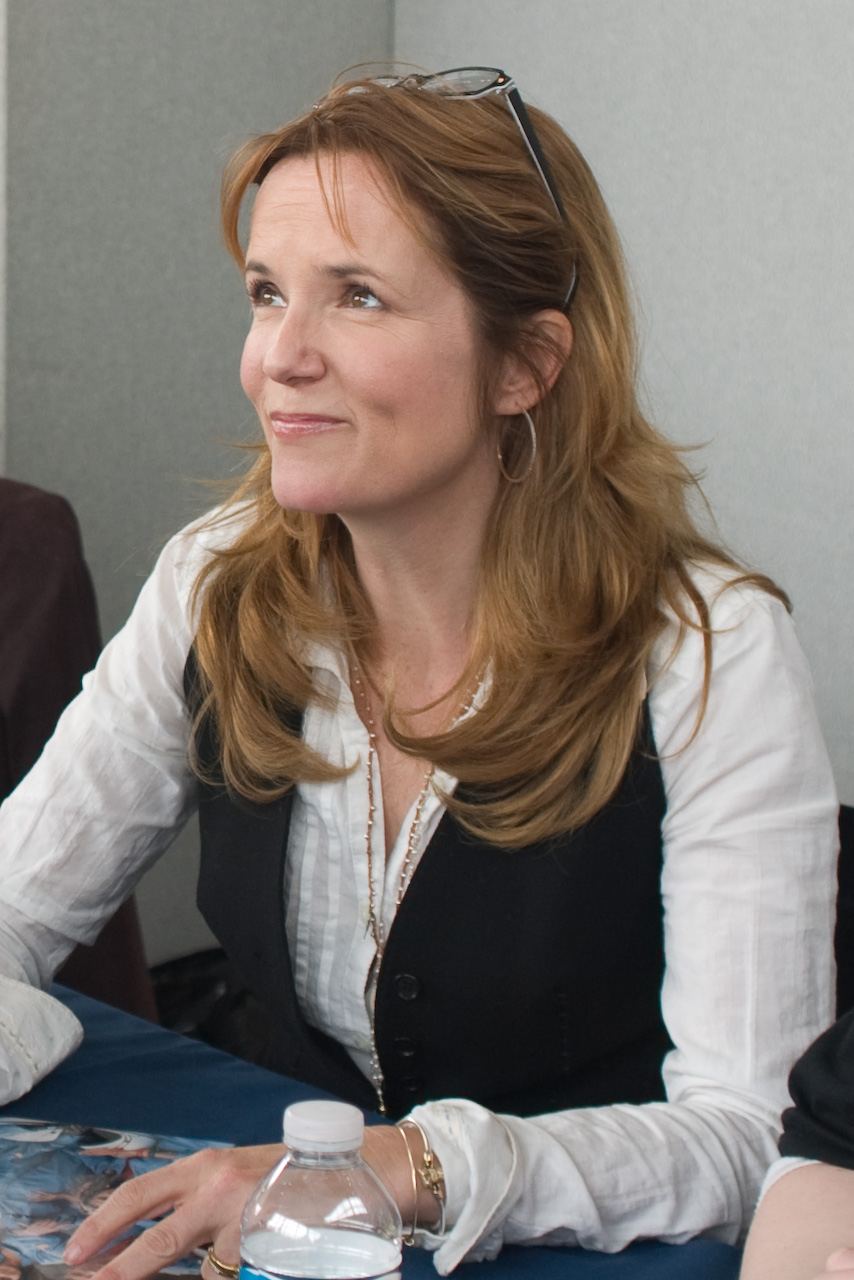
Lea Thompson

Jane Doe is een reeks Amerikaanse televisiefilms oorspronkelijk gemaakt voor het Hallmark Channel. Hierin speelt Lea Thompson de hoofdrol als Cathy Davis, een huisvrouw die naast haar gezinsleven in het geheim voor de overheidsdienst CSA werkt als Jane Doe. Zij probeert zodoende misdaden op te lossen samen met haar partner Frank Darnell (Joe Penny).
De naam Jane Doe staat in Engelstalige landen synoniem voor 'echte naam onbekend', in het geval van een vrouw. Wanneer bijvoorbeeld een slachtoffer van een ramp (nog) niet geïdentificeerd kan worden, wordt deze vaak gedocumenteerd  als Jane Doe, of in het geval van een man John Doe.

## Vaste acteurs
- Lea Thompson - Cathy Davis/Jane Doe
- Joe Penny - Frank Darnell
- William R. Moses - Jack Davis, Cathy's echtgenoot
- Jessy Schram - Susan Davis, Cathy's dochters
- Zack Shada - Nick Davis, Cathy's zoon

## Jane Doe-delen
- Jane Doe: Vanishing Act (2005)
- Jane Doe: Now You See It, Now You Don't (2005)
- Jane Doe: Til Death Do Us Part (2005)
- Jane Doe: The Wrong Face (2005)
- Jane Doe: Yes, I Remember It Well (2006)
- Jane Doe: The Harder They Fall (2006)
- Jane Doe: Ties That Bind (2007)
- Jane Doe: How to Fire Your Boss (2007)
- Jane Doe: Eye of the Beholder (2008)

## Waardering
- Acteur Shada won een Young Artist Award voor zijn rol in het deel Ties That Bind.